# Tomas Engström
Tomas Engström (ur. 18 stycznia 1964 roku w Säter) – szwedzki kierowca wyścigowy.

## Kariera
Engström rozpoczął karierę w wyścigach samochodowych w 1988 roku od startu w Camaro Cup Sweden - Karlskoga, gdzie odniósł zwycięstwo. W serii Camaro Cup Sweden sześciokrotnie zdobywał tytuł mistrzowski. W późniejszych latach Szwed pojawiał się także w stawce Swedish Touring Car Championship, European Touring Car Championship, Finnish Touring Car Championship, European Touring Car Cup, World Touring Car Championship, Danish Touringcar Championship, Scandinavian Touring Car Cup, Hansen Racing Camaro Cup oraz Scandinavian Touring Car Championship.
W World Touring Car Championship Szwed startował w sezonach 2005 i 2007. Jednak nigdy nie zdobywał punktów. Podczas drugiego wyścigu hiszpańskiej rundy w 2005 roku uplasował się na dziewiątej pozycji, co było jego najlepszym wynikiem w mistrzostwach.